# Gunnar Bergh
Pour les articles homonymes, voir Bergh (homonymie).
Sten Gunnar « Kinna » Bergh  (né le 20 mars 1909 à Kinna - mort le 25 janvier 1986 à Sätila) est un athlète suédois, spécialiste du lancer du poids et du lancer du disque.

## Biographie

### Palmarès
| Date | Compétition           | Lieu   | Résultat | Épreuve          | Performance |
| ---- | --------------------- | ------ | -------- | ---------------- | ----------- |
| 1936 | Jeux olympiques       | Berlin | 9e       | Lancer du poids  | 15,01 m     |
| 1936 | Jeux olympiques       | Berlin | 7e       | Lancer du disque | 47,22 m     |
| 1938 | Championnats d'Europe | Paris  | 5e       | Lancer du poids  | 14,92 m     |
| 1938 | Championnats d'Europe | Paris  | 3e       | Lancer du disque | 48,72 m     |

### Records
| Épreuve          | Performance | Lieu     | Date             |
| ---------------- | ----------- | -------- | ---------------- |
| Lancer du poids  | 15,84 m     | Göteborg | 2 septembre 1936 |
| Lancer du disque | 51,72 m     | Göteborg | 2 septembre 1936 |